# Neubaustrecke Mattstetten–Rothrist
| InterCity-Neigezug auf der Neubaustrecke Mattstetten-Rothrist |                                                         |                                                        |                                                        |
| Streckennummer (BAV): | 400 (Bern Löchligut–Rothrist) 450 (Bern–Bern Löchligut) |                                                        |                                                        |
| Fahrplanfeld: | 450                                                     |                                                        |                                                        |
| Streckenlänge: | 45,079 km                                               |                                                        |                                                        |
| Spurweite: | 1435 mm (Normalspur)                                    |                                                        |                                                        |
| Stromsystem: | 15 kV 16,7 Hz ~                                         |                                                        |                                                        |
| Maximale Neigung: | 20 ‰                                                    |                                                        |                                                        |
| Minimaler Radius: | 3000 m                                                  |                                                        |                                                        |
| Streckengeschwindigkeit: | 200 km/h                                                |                                                        |                                                        |
| Zweigleisigkeit: | ja                                                      |                                                        |                                                        |
| |                                                         |                                                        |                                                        |
| \| \| \| von Lausanne, von Neuchâtel \| \| \| \| 106,1 \| Bern \| 540 m ü. M. \| \| \| \| Lorraineviadukt (1150 m) \| \| \| \| 103,3 \| Bern Wyler \| Bern Wyler \| \| \| \| nach Münsingen–Thun \| \| \| \| 103,0 \| Bern Wankdorf \| Bern Wankdorf \| \| \| \| von Thun–Münsingen \| \| \| \| \| Worblaufen / Worblental (70 m / 206 m) \| \| \| \| 101,34,9 \| Löchligut \| Löchligut \| \| \| 4,9 \| nach Biel/Bienne und nach Olten (Altstrecke) \| nach Biel/Bienne und nach Olten (Altstrecke) \| \| \| \| Grauholztunnel (6295 m) \| \| \| \| 12,3 \| Äspli bei Mattstetten \| Äspli bei Mattstetten \| \| \| \| von Bern (Altstrecke) \| \| \| \| \| \| \| \| \| 12,3 \| Abzweig der Altstrecke über Burgdorf–Langenthal \| Abzweig der Altstrecke über Burgdorf–Langenthal \| \| \| \| \| \| \| \| \| nach Olten (Altstrecke) \| \| \| \| (17,1) \| Wildquerung Birchiwald (60 m) \| Wildquerung Birchiwald (60 m) \| \| \| (18,4) \| Rüdtligentunnel (Chästunnel) (400 m) \| Rüdtligentunnel (Chästunnel) (400 m) \| \| \| \| \| \| \| \| (19,3) \| Emmequerungstunnel (1633 m) \| Emmequerungstunnel (1633 m) \| \| \| \| \| \| \| \| (24,4) \| Wildquerung Neuschläg (60 m) \| Wildquerung Neuschläg (60 m) \| \| \| (30,1) \| Hersiwiltunnel (1000 m) \| Hersiwiltunnel (1000 m) \| \| \| (33,1) \| Önzbergtunnel (3173 m) \| Önzbergtunnel (3173 m) \| \| \| \| von Solothurn \| \| \| \| \| \| \| \| \| 36.0 \| Abzweig der Ausbaustrecke Solothurn–Wanzwil \| Abzweig der Ausbaustrecke Solothurn–Wanzwil \| \| \| 36,0 \| Wanzwil \| Wanzwil \| \| \| (36,6) \| Gishübeltunnel (855 m) \| Gishübeltunnel (855 m) \| \| \| \| Wildquerung Badwald (80 m) \| \| \| \| (40,3) \| Thunstettentunnel (889 m) \| Thunstettentunnel (889 m) \| \| \| (42,9) \| Langenthaltunnel (1107 m) \| Langenthaltunnel (1107 m) \| \| \| (48,2) \| Aegertentunnel (657 m) \| Aegertentunnel (657 m) \| \| \| \| Murgbrücke \| (Kreuzung mit Stammlinie; 223 m) \| \| \| (49,2) \| Murgenthaltunnel (4745 m) \| Murgenthaltunnel (4745 m) \| \| \| 55,2 \| Abzweig der Altstrecke \| Abzweig der Altstrecke \| \| \| \| von Zollikofen–Burgdorf–Langenthal \| \| \| \| 55,2 \| Rothrist West \| Rothrist West \| \| \| 56,4 \| Rothrist 407 m ü. M. durch Neubaustrecke nicht bedient \| Rothrist 407 m ü. M. durch Neubaustrecke nicht bedient \| \| \| 56,445,2 \| Altstrecke nach Olten und Luzern \| Altstrecke nach Olten und Luzern \| \| \| \| Bornlinie nach Olten \| \| |                                                         |                                                        |                                                        |
| Strecke |                                                         | von Lausanne, von Neuchâtel                            | von Lausanne, von Neuchâtel                            |
| Bahnhof | 106,1                                                   | Bern                                                   | 540 m ü. M.                                            |
| Brücke |                                                         | Lorraineviadukt (1150 m)                               | Lorraineviadukt (1150 m)                               |
| Dienststation / Betriebs- oder Güterbahnhof | 103,3                                                   | Bern Wyler                                             | Bern Wyler                                             |
| Abzweig geradeaus und nach rechts |                                                         | nach Münsingen–Thun                                    | nach Münsingen–Thun                                    |
| Haltepunkt / Haltestelle | 103,0                                                   | Bern Wankdorf                                          | Bern Wankdorf                                          |
| Abzweig geradeaus und von rechts |                                                         | von Thun–Münsingen                                     | von Thun–Münsingen                                     |
| Brücke |                                                         | Worblaufen / Worblental (70 m / 206 m)                 | Worblaufen / Worblental (70 m / 206 m)                 |
| Dienststation / Betriebs- oder Güterbahnhof | 101,34,9                                                | Löchligut                                              | Löchligut                                              |
| Abzweig geradeaus und nach links | 4,9                                                     | nach Biel/Bienne und nach Olten (Altstrecke)           | nach Biel/Bienne und nach Olten (Altstrecke)           |
| Tunnel |                                                         | Grauholztunnel (6295 m)                                | Grauholztunnel (6295 m)                                |
| Dienststation / Betriebs- oder Güterbahnhof | 12,3                                                    | Äspli bei Mattstetten                                  | Äspli bei Mattstetten                                  |
| Strecke · Strecke von links |                                                         | von Bern (Altstrecke)                                  | von Bern (Altstrecke)                                  |
| Strecke von links · Kreuzung geradeaus unten · Abzweig geradeaus und nach rechts |                                                         |                                                        |                                                        |
| Abzweig geradeaus und von links · Abzweig geradeaus, nach links und nach rechts · Abzweig geradeaus und von rechts | 12,3                                                    | Abzweig der Altstrecke über Burgdorf–Langenthal        | Abzweig der Altstrecke über Burgdorf–Langenthal        |
| Abzweig geradeaus und von links · Kreuzung geradeaus unten · Strecke nach rechts |                                                         |                                                        |                                                        |
| Strecke nach rechts · Strecke |                                                         | nach Olten (Altstrecke)                                | nach Olten (Altstrecke)                                |
| Tunnel | (17,1)                                                  | Wildquerung Birchiwald (60 m)                          | Wildquerung Birchiwald (60 m)                          |
| Tunnel | (18,4)                                                  | Rüdtligentunnel (Chästunnel) (400 m)                   | Rüdtligentunnel (Chästunnel) (400 m)                   |
| Tunnelanfang |                                                         |                                                        |                                                        |
| Strecke unter Wasserlauf (im Tunnel) | (19,3)                                                  | Emmequerungstunnel (1633 m)                            | Emmequerungstunnel (1633 m)                            |
| Tunnelende |                                                         |                                                        |                                                        |
| Tunnel | (24,4)                                                  | Wildquerung Neuschläg (60 m)                           | Wildquerung Neuschläg (60 m)                           |
| Tunnel | (30,1)                                                  | Hersiwiltunnel (1000 m)                                | Hersiwiltunnel (1000 m)                                |
| Tunnel | (33,1)                                                  | Önzbergtunnel (3173 m)                                 | Önzbergtunnel (3173 m)                                 |
| Strecke · Strecke von links |                                                         | von Solothurn                                          | von Solothurn                                          |
| Strecke von links · Kreuzung geradeaus unten · Abzweig geradeaus und nach rechts |                                                         |                                                        |                                                        |
| Strecke nach links · Abzweig geradeaus, von links und von rechts · Strecke nach rechts | 36.0                                                    | Abzweig der Ausbaustrecke Solothurn–Wanzwil            | Abzweig der Ausbaustrecke Solothurn–Wanzwil            |
| Dienststation / Betriebs- oder Güterbahnhof | 36,0                                                    | Wanzwil                                                | Wanzwil                                                |
| Tunnel | (36,6)                                                  | Gishübeltunnel (855 m)                                 | Gishübeltunnel (855 m)                                 |
| Tunnel |                                                         | Wildquerung Badwald (80 m)                             | Wildquerung Badwald (80 m)                             |
| Tunnel | (40,3)                                                  | Thunstettentunnel (889 m)                              | Thunstettentunnel (889 m)                              |
| Tunnel | (42,9)                                                  | Langenthaltunnel (1107 m)                              | Langenthaltunnel (1107 m)                              |
| Tunnel | (48,2)                                                  | Aegertentunnel (657 m)                                 | Aegertentunnel (657 m)                                 |
| Kreuzung geradeaus oben · Strecke von rechts |                                                         | Murgbrücke                                             | (Kreuzung mit Stammlinie; 223 m)                       |
| Tunnel · Strecke | (49,2)                                                  | Murgenthaltunnel (4745 m)                              | Murgenthaltunnel (4745 m)                              |
| Abzweig geradeaus und von links · Strecke nach rechts | 55,2                                                    | Abzweig der Altstrecke                                 | Abzweig der Altstrecke                                 |
| Strecke |                                                         | von Zollikofen–Burgdorf–Langenthal                     | von Zollikofen–Burgdorf–Langenthal                     |
| Dienststation / Betriebs- oder Güterbahnhof | 55,2                                                    | Rothrist West                                          | Rothrist West                                          |
| Bahnhof | 56,4                                                    | Rothrist 407 m ü. M. durch Neubaustrecke nicht bedient | Rothrist 407 m ü. M. durch Neubaustrecke nicht bedient |
| Abzweig geradeaus und nach rechts | 56,445,2                                                | Altstrecke nach Olten und Luzern                       | Altstrecke nach Olten und Luzern                       |
| Strecke |                                                         | Bornlinie nach Olten                                   | Bornlinie nach Olten                                   |

Als Neubaustrecke Mattstetten-Rothrist wird die von 1996 bis 2004 erbaute Eisenbahnstrecke von Mattstetten bei Bern nach Rothrist bei Olten bezeichnet, die im Rahmen von Bahn 2000 realisiert wurde.
Bei einer betrieblichen Höchstgeschwindigkeit von 200 km/h beträgt die betriebliche Zugfolgezeit zwei Minuten. Damit kann die Fahrzeit zwischen den wichtigsten Knotenpunkten der Schweiz wie Bern, Basel und Zürich unter eine Stunde gedrückt und somit ein integraler Taktfahrplan realisiert werden.

## Geschichte
Die Bauarbeiten an der seit 1926 längsten Neubaustrecke der Schweiz begannen im April 1996. Als geplanter Fertigstellungstermin wurde dabei das Jahr 2005 angegeben. Am 30. April 2004 wurde auf der bernisch-solothurnischen Kantonsgrenze bei Inkwil das letzte Schienenstück eingesetzt. Bei den Bauarbeiten wurde auch kostbarer Lebensraum zerstört, was die SBB mit ökologischen Ersatzmassnahmen ausgleichen mussten.

## ETCS
Bereits um 1997 war geplant, die Strecke mit ETCS auszurüsten.
Die Bahnstrecke Mattstetten–Rothrist ist die erste der Schweiz, auf der Führerstandssignalisierung mit ETCS Level 2 im regulären Betrieb zur Anwendung gekommen ist. Aufgrund von technischen Problemen wurde die ursprünglich für Dezember 2004 geplante ETCS-Einführung mehrfach verschoben. Am 2. Juli 2006 wurde ein nächtlicher Vorlaufbetrieb gestartet. Züge ab 22:30 Uhr, ab 23. Juli 21:30 Uhr (24 Züge/Tag), verkehrten dabei mit bis zu 160 km/h mit ETCS. Die Gesamtumstellung auf ETCS, mit 240 Zügen pro Tag, sollte zum Fahrplanwechsel im Dezember 2006 erfolgen. Dem ETCS-Betrieb war ein zweijähriger ETCS-Versuchsbetrieb mit mehreren tausend Erprobungsfahrten und bis zu acht gleichzeitigen Zugfahrten durchgeführt worden. Die Fahrzeugausrüstung (für zehn verschiedene Zugtypen) und das Radio Block Centre wurden durch Alstom geliefert.
Die Strecke wurde nie im Mischbetrieb mit signal- und ETCS-geführten Zügen betrieben. Die Umschaltzeit vom herkömmlichen Signalsystem mit Aussensignalen auf die Führerstandsignalisierung ETCS wurde dann sukzessive vorverschoben, und seit dem 18. März 2007 verkehren die Züge ganztags ETCS-geführt mit Tempo 160 km/h, seit Dezember 2007 mit bis zu 200 km/h.
In 100 Tagen bis zum 22. Dezember 2006 wurden 0,73 Prozent der Züge aufgrund von ETCS-Problemen über die Altstrecke umgeleitet. Die Ausfallrate wurde nach Behebung von Softwareproblemen deutlich reduziert. Mit der Mitte März 2007 erfolgten Vollinbetriebnahme verkehrten rund 250 Züge pro Tag ETCS-geführt über die Strecke. Damit wurden auch erstmals planmässige Zugfolgezeiten von zwei Minuten unter ETCS realisiert. Im Herbst 2007 waren bis zu zwölf ETCS-geführte Züge gleichzeitig auf der Strecke unterwegs. Dabei wurden pro Monat rund 250'000 Betriebskilometer erbracht.
Die streckenseitige ETCS-Ausrüstung besteht aus einem Radio Block Centre, den erforderlichen Eurobalisen und einem elektronischen Stellwerk. Rund 500 Fahrzeuge wurden umgerüstet.
Aufgrund von Befürchtungen, zur Eröffnung der Strecke und der Neubaustrecke (zum 12. Dezember 2004) könnte ETCS noch nicht betriebsbereit sein, war eine Lichtsignalisierung vorgesehen. Die ETCS-Rückfallebene sollte im 4. Quartal 2013 und 1. Quartal 2014 abgebaut werden. Die Kosten für den Abbau der Signale und Anpassungen an den sicherungstechnischen Anlagen wurden mit 7,4 Millionen Franken beziffert. Zwei Auflagen der Plangenehmigungsverfügung der Neubaustrecke verlangten, dass die Rückfallebene spätestens zehn Jahre nach der Inbetriebnahme aufgelöst würde. Die Rückfallebene wirkte sich negativ auf die Verfügbarkeit des Gesamtsystems aus. Nach zwei vorangehenden, umfangreichen Testwochenenden wurden am Wochenende vom 5. und 6. August 2017 unter Vollsperrung der gesamten Strecke die Aussensignale definitiv ausser Betrieb genommen und bis zum 11. August 2017 sukzessive abmontiert. Der Bahnverkehr wurde währenddessen über die Stammstrecke umgeleitet.
Von den rund 105'000 Fahrten über die Strecke im Jahr 2013 verursachten 180 (0,17 %) eine Störung in Zusammenhang mit ETCS. 2018 waren es 0,17 %, 2019 0,20 %.